# Johnny Lundberg
Jarl Robert Johnny Lundberg (Landskrona, 15 aprile 1982) è un ex calciatore svedese, di ruolo difensore.